# A szerelem imaszőnyege
A szerelem imaszőnyege (hagyományos kínai: 肉蒲團; egyszerűsített kínai: 肉蒲团; pinjin hangsúlyjelekkel: Ròu pú tuán; magyar népszerű: Zsou pu tuan) az íróként, színműíróként és könyvkiadóként is ismert Li Jü (Li Yu) 李漁 / 李渔 (1611-1680) 20 fejezetes erotikus regénye. Li Jü (Li Yu) regényével 23 éves korában, 1634-ben még a Ming-dinasztia (1644-1911) korában elkészült, de a legrégebbi kiadása csak 1657-ből, már a mandzsu Csing (Qing)-dinasztia idejéből maradt fenn. Témája miatt sokáig betiltott és üldözött könyvnek számított. Sokáig a létezéséről sem tudott a nyugati irodalomtörténet, Kínában pedig inkább elhallgatták. Európai „felfedezője”, a német Franz Kuhn (1884-1961) volt, aki német fordítását óriási botrány közepette 1959-ben jelentette meg. Ő volt az is, aki először felismerte és kimondta, hogy A szerelem imaszőnyege a klasszikus európai irodalomtörténeti fogalmak szerint tulajdonképpen „tézisregény”, s ebben meghaladja a klasszikus kínai, pikareszk-szerű regények műfaji kereteit. Miklós Pál szerint „lélektani fejlődésregény”. A hatása és jelentősége elvitathatatlan. Több filmes feldolgozása is létezik.

## Szerzője
A regény szerzője Li Jü (Li Yu) 李漁 / 李渔 (1611-1680), aki ugyan gazdag családban született, akinek a családi elvárás okán és az iskoláztatása révén hivatali karriert kellett volna befutnia, ő mégis inkább a bohém írástudók szabad életét választotta. Beutazta a birodalmat, színtársulatot szervezett és működtetett. Ő maga írta a színdarabokat (mintegy 19 színműve ismert), élete utolsó felében könyvkiadással és könyvkereskedelemmel foglalkozott. A 23 évesen írt regénye mellett A Mustármag Kert festészeti kézikönyve Csie-ce-jüan hua-csuan (Jieziyuan huazhuan) 芥子園畫傳 / 芥子园画传) című festészeti tankönyv összeállítása tekinthető a fő művének. Franz Kuhn, regénye első nyugati fordítója, a „kínai Shakespeare”-nek aposztrofálja őt.

## Cselekménye
A regény 1. fejezete nem tartozik szorosan a cselekményhez. Ebben a szerző, egy fejezete terjedelemben afféle előszóként, bevezetőként szól az olvasókhoz. Ez a rész általában kimarad az idegen nyelvű fordításokból. A magyar nyelvű fordításban sem szerepel, így a fordítás az eredeti regényhez képest egy fejezet csúszással tagolt, tehát csak tizenkilenc fejezetből áll.
|  | Alább a cselekmény részletei következnek! |

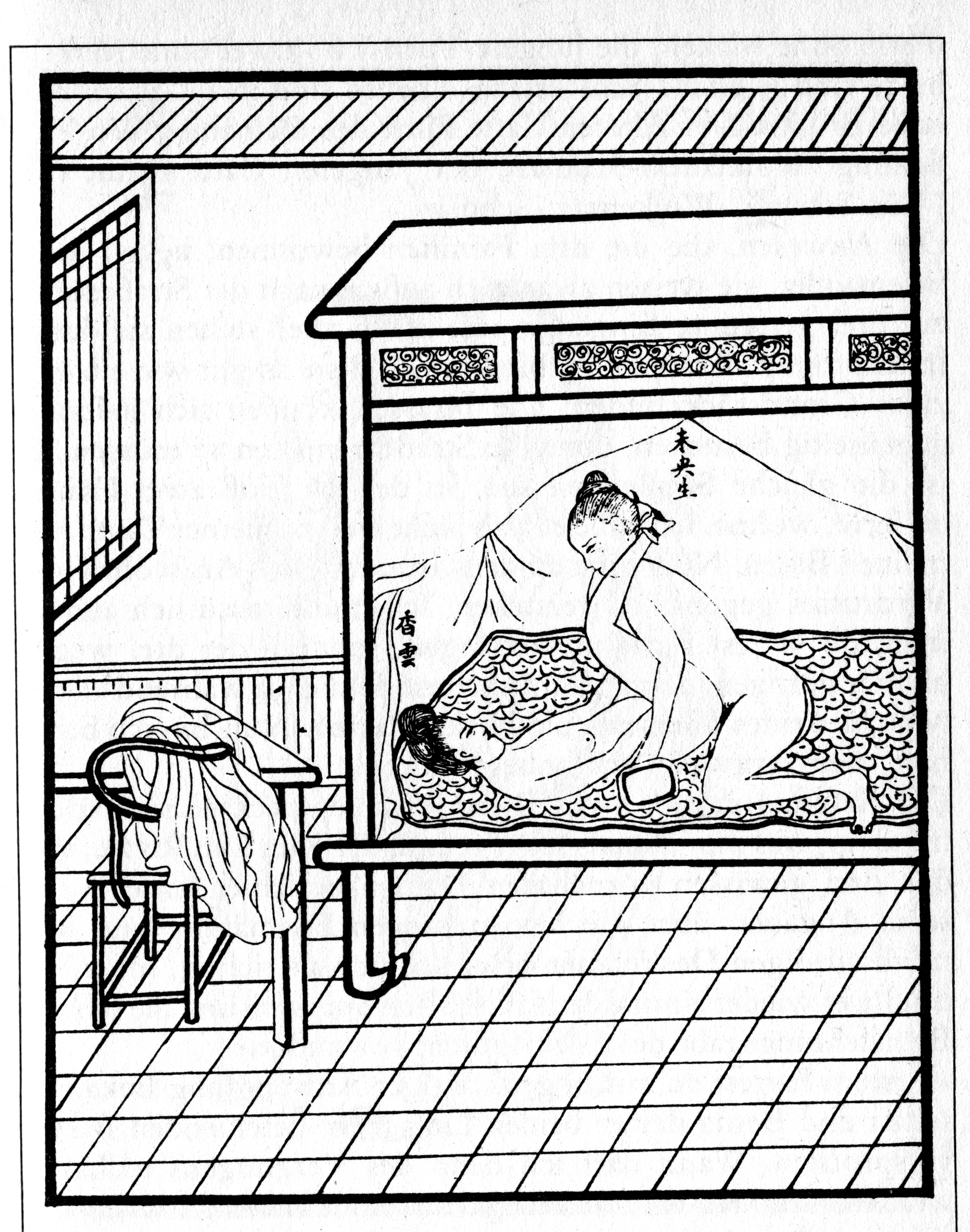
A regény egyik illusztrációja.

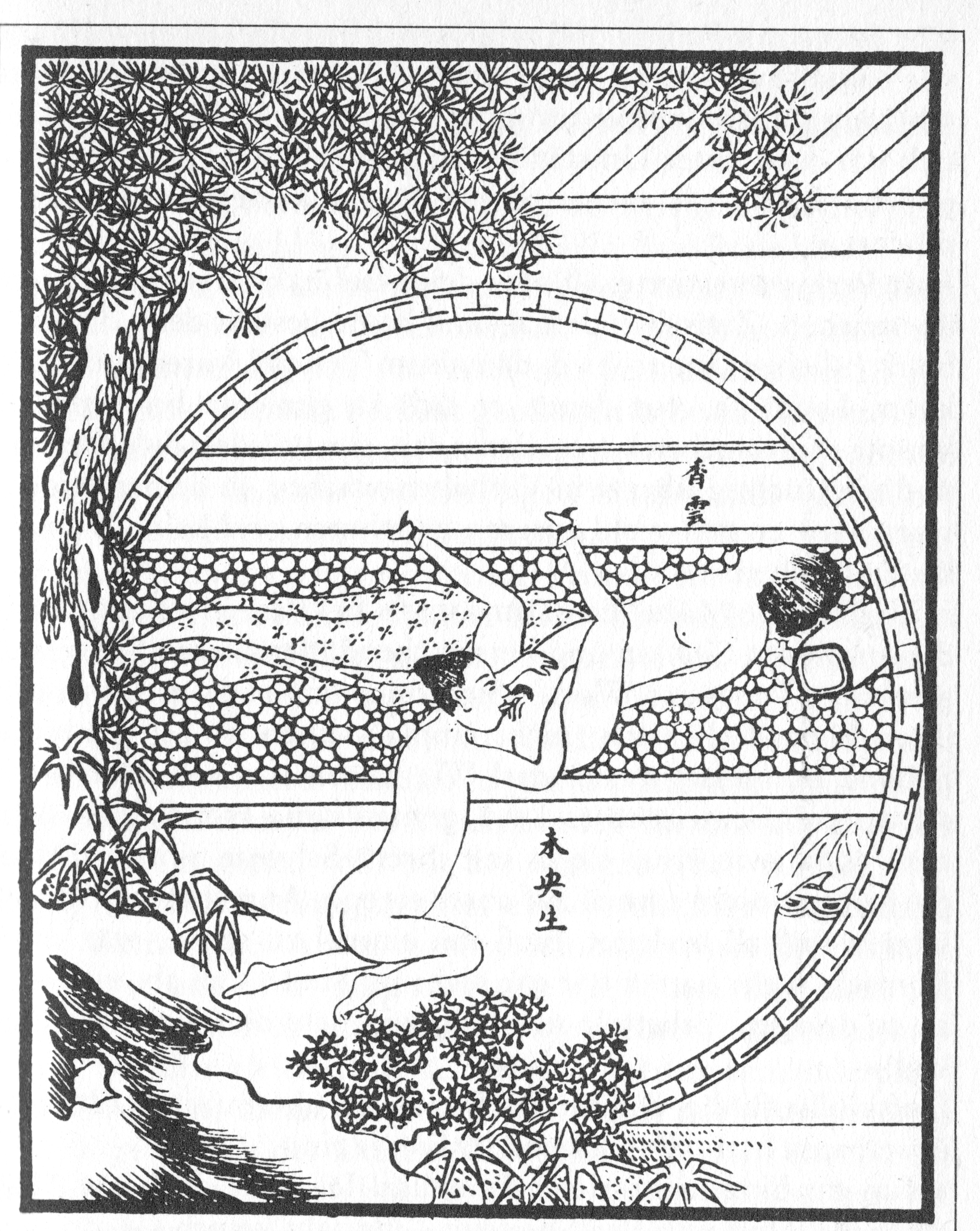
A regény egyik illusztrációja.

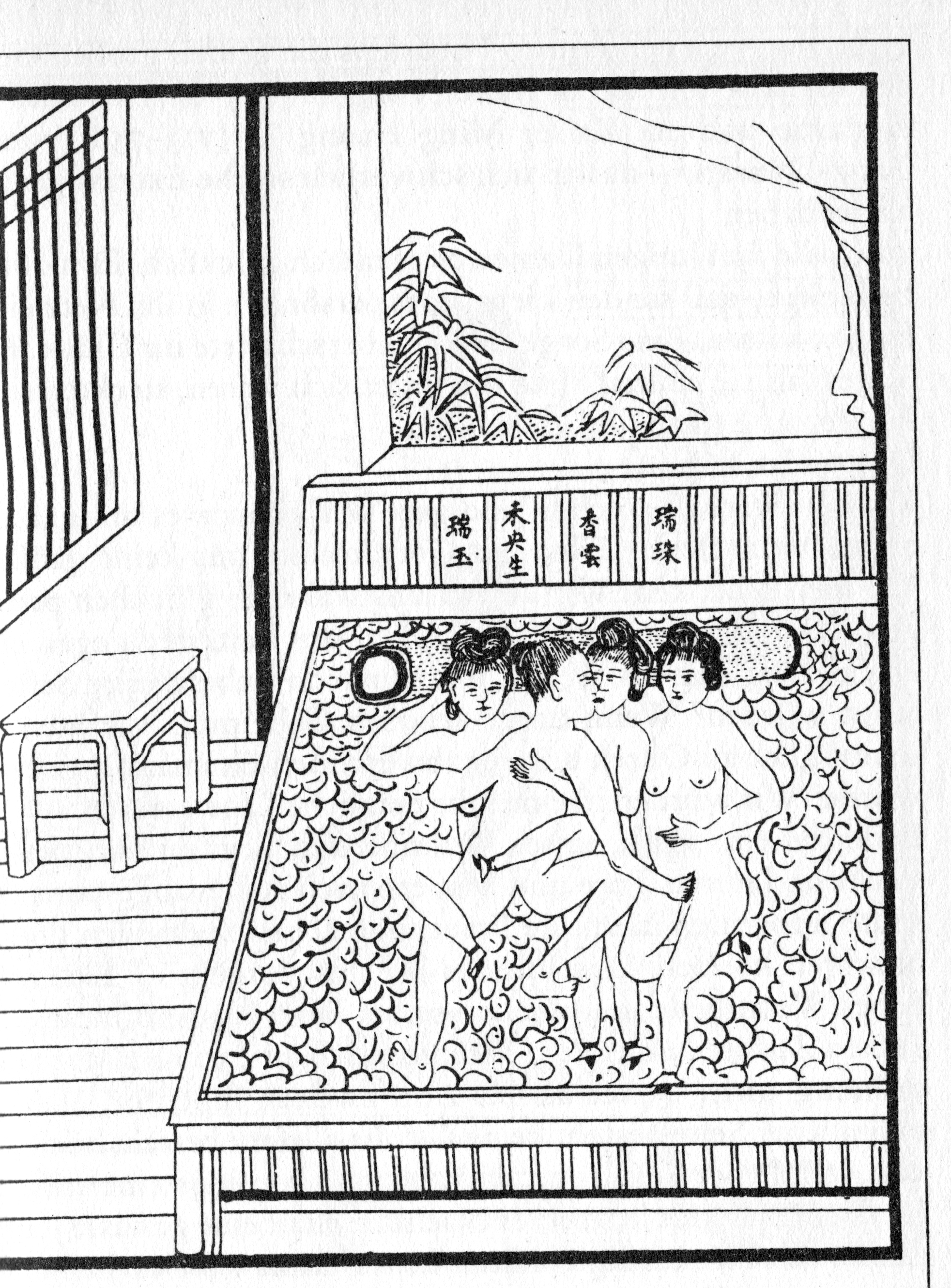
A regény egyik illusztrációja.

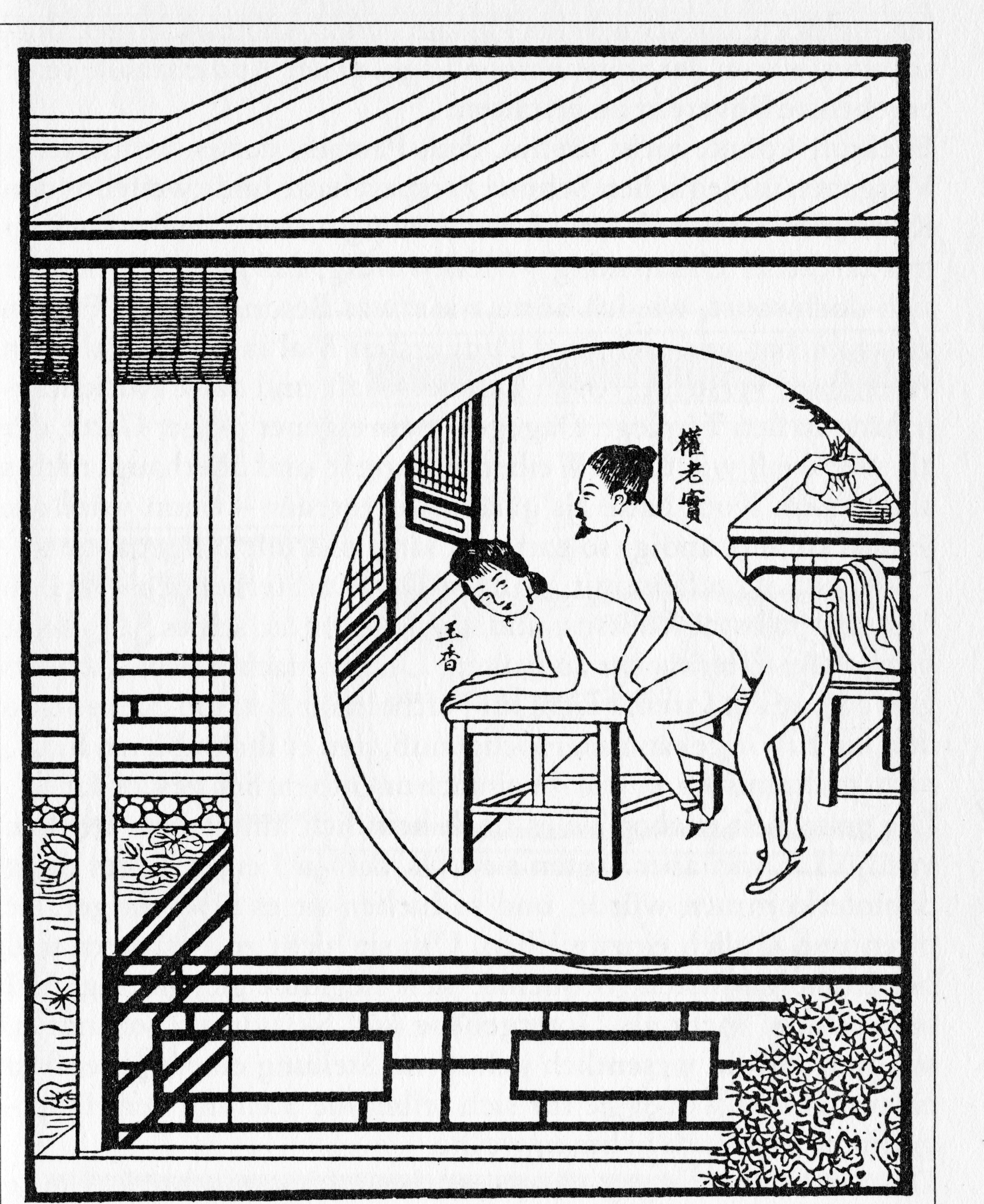
A regény egyik illusztrációja.

A 2. fejezetben az Éjfél Előtti Tanítvány, noha a tökéletesség után áhítozik, elhárítja mestere, a Magányos Csúcs (Ku Feng (Gu Feng) 孤峰) remetéjének azon javaslatát, hogy a durva gyékényszőnyeget válassza, ahol elmélkedéssel csiszolhatná önmagát. Ehelyett úgy dönt, hogy a puha, húsból készült imaszőnyeget (zsou pu tuan (rou pu tuan) 肉蒲團) választja eszközül ahhoz, hogy maga is egy magasabb rendű lénnyé változhasson.

A 3. fejezetben az Éjfél Előtti Tanítvány búcsút véve mesterétől, neki lát, hogy előkészítse esküvőjét. Egy házasságközvetítő segítségével, Vaskapu doktor otthonában meg is találja a célra alkalmas, szépséges leányt, Jádeillatot (Jü-hsziang (Yuxiang) 玉香), aki a doktor leánya. Azonban az esküvőt követően nem sokkal a főhősnek rá kellett döbbenni, hogy nem minden szempontból a legtökéletesebb arát választotta, ugyanis Jádeillat minden közeledési kísérletének hevesen ellenáll. Az Éjfél előtti Tanítvány azonban nem hagyja annyiban a dolgot, mindenáron megpróbálkozik fiatal feleségében „vágyakat korbácsoljon”. Az Éjfél Előtti Tanítvány igen ügyesen csűri-csavarja a szót, szavai kezdik meggyőzni Jádeillatot, hiszen „kipirult arca elárulta fokozódó izgalmát”. Az Éjfél Előtti Tanítvány vágyai beteljesülni látszanak. Jádeillat nem csak beleegyezett férje óhajába, de maga is egyre jobban áhította a testi gyönyöröket. Ám a hálatlannak bizonyuló férj alig ezek után úgy dönt, ő sokkal inkább arra született, hogy világot lásson, és tapasztalatokat gyűjtsön. Apósát és feleségét meggyőzi arról, hogy számára most az a legfontosabb, ha e kisvárosi „naplopás” helyet jeles barátokat és termékenyítő társaságot talál magának, hogy tanulmányaiban előre haladhasson, és részt vegyen a legközelebbi hivatalnokvizsgán. Így aztán feleségét hátrahagyva útra kell.

A 4. fejezetben a főhős vándorútja során egy jó barátra tesz szert, akit úgy hívnak, hogy Kun-lun (Kunlun) Vetélytársa (Szaj Kun-lun (Sai Kunlun) 賽崑崙). Újdonsült barátjával hosszasan beszélgetnek a másik nemről, valamint a szerelem művészetéről, melynek során mindketten felettébb hasznos tanulságokat vonnak le. Kun-lun (Kunlun) Vetélytársáról példának okáért kiderül, hogy egy besurranó tolvaj, aki nem ritkán a szexuális örömöket is lopva szerzi. Li Jü (Li Yu) regényének ez a figurája Lesage Sánta ördögének (1707) előképe is lehetne, sőt annál sokkal realisztikusabb formában, hiszen abszolút hitelesen vezeti be a regény főhősét az általa szerzett társadalmi és lélektani tapasztalatok rejtelmeibe.

Az 5. fejezetben a főhős elhatározása, hogy a szerelem művészetének a gyakorlása útján kísérli meg a tökéletesedést, még inkább megszilárdul. Azonban ehhez megfelelő mennyiségű, és főként minőségű alanyra van szükség. „Hősünk szigorú mércével válogat, és listát fektet le a legszebb virágszálakról. Csábító mosolyokkal és szerelmes pillantásokkal találkozik, végül felfedezi a három virágszálat”. Az első lány tizenhat éves, a második húsz körüli, míg a harmadik az „érett bájak asszonya”, a harmincas évei közepén jár. Terveket sző hát a három fiatal leány becserkészésére és meghódítására, bár egyelőre kilétükről mit sem tud.

A 6. fejezetben az Éjfél Előtti Tanítvány barátja segítségét kéri, hogy kiderítse a három szép hölgy kilétét. Kun-lun (Kunlun) Vetélytársa páratlan besurranó képességének köszönhetően pár nap elteltével válasszal szolgál. Kideríti, hogy a két fiatalabb egy gazdag és előkelő család lányai, akik egy testvérpárhoz mentek feleségül, akiknek családja nemzedékeken át magas hivatalt visel. Az idősebbik, akit Jóillatnak (Jen-fang (Yanfang) 艷芳) hívtak egy selyemkereskedő felesége. Kun-lun (Kunlun) úgy ítéli, hogy a két fiatal lány számításba sem jöhet, hiszen a fiatal, életerős férjek még ágyast sem tartanak, minden éjjel asszonyaikkal hálnak, így nem lehet őket elcsábítani. Az idősebbik azonban, akinek a férjét Jámbor Csüan (Quan)nak (Csüan Lao-si (Quan Laoshi) 權老實) hívják, nos nála még van némi keresni való. Az öreg Jámbor Csüan (Quan) ugyanis nem ügyeli eléggé asszonyát, aki pedig igen tűzről pattant, kacér hölgyecske. A fejezetnek a végén a bizalmas barátságba került barátok megmustrálják egymást „fegyverzetét”. A történet pikantériája, hogy a beszélgetés során nagy szoknyapecérnek hitt Éjfél Előtti Tanítvány bizony csalódást okozott Kun-lun (Kunlun) Vetélytársának, aki csak „csenevész kis indán élénk piros bimbót” hord a lába közt. Éjfél Előtti Tanítványt hideg zuhanyként éri a felismerés.

A 7. fejezetben Éjfél Előtti Tanítvány szerencséjére összeakad egy vándor doktorral, aki úgy tűnik képes orvosolni a problémáját, még ha a megoldás igen meghökkentő, sőt bizarr. A passzus azért is figyelemre méltó, mert igen precíz anatómiai és élettani megfigyeléseket tartalmaz a férfi nemi szervvel kapcsolatban. Li Jü (Li Yu) fantáziáját dicséri, hogy a 17. század eleji Kínában az implantátum beültetéses módszerben látja a megoldást. Azt javasolja, hogy kutya hímtagjával pótolják ki a főhős férfiasságát.

A 8. fejezetben, még mielőtt a doktor végrehajtaná rajta a sebészi beavatkozást az Éjféli Előtti Tanítvány az utolsó éjszakát fiatal szolgájával, a tizenhat esztendős Könyvesládával tölti. A regényben több helyen is történik utalás a homoszexualitásra, amely a régi Kínában korántsem sem volt olyan szigorúan elítélendő, mint akár mostanság. A hűséges fiúcska „hamar megtanulta, hogyan bocsássa gazdája rendelkezésére hátulsó fiókját, miközben hűen utánozta a nők kéjsóvár sikolyait és örömteli nyögdécseléseit… Könyvesláda örömmel hallgatta ura kesergő szavait, s erején felül is mindent elkövetett, hogy az utolsó tisztelgés emlékezetes maradjon a ’követ’ számára”. E jobb híján élménynek az emlékével vetette alá magát az Éjfél Előtti Tanítvány a műtétnek, és nézett elébe a több hónapig tartó kényszer pihenőnek. A műtétből felépülve új, tekintélyes férfiasságának mámorában magabiztosan lát neki elcsábítani Jámbor Csüan (Quan) feleségét, Jóillatot.

A 9. és a 10. fejezetben Jóillat asszony azt a huncutságot eszeli ki, hogy a hálószoba sötétjét kihasználva csúnya, ám szenvedélyes szomszédasszonyának is enged valamit az Éjfél Előtti Tanítvány nyújtotta testi örömökből. Így a főhős akaratán kívül mámoros éjszakát tölt az epekedő asszonnyal, miközben mindvégig azt hiszi, hogy végre beteljesült a vágya, és megkaparintotta Jóillatot, akit végre elkápráztathat tudásával és adottságaival. Jóillat és a szomszédasszony turpissága természetesen még ebben a fejezetben lelepleződik, ám mintegy vigaszdíjként Jóillat végül engedett a hőn epekedő Éjfél Előtti Tanítványnak. A párocska a férj, Jámbor Csüan (Quan) távollétét kihasználva tíz napig élvezheti az együtt átélt gyönyöröket.

A 11. fejezetben Jóillat asszony nem tud beletörődni, hogy tíz nap után véget érjen a románca az Éjfél Előtti Tanítvánnyal. Előbb azt eszeli ki, hogy a férfi szöktesse őt meg, és ezt levélben meg is írja neki. A férj, Jámbor Csüan (Quan) azonban megneszeli, hogy a feleségének viszonya van valakivel, csakhogy ő Kun-lun (Kunlun) Vetélytársára gondol, akivel nagyon nem szeretne összetűzésbe keveredni. Végül százhúsz ezüstért átengedte asszonyát Kun-lun (Kunlun) Vetélytársának, aki azonnal az Éjfél Előtti Tanítvány házába kísérte őt, ami ezentúl az asszony új otthona lett.

A 12. fejezetben pár hónap elteltével Jóillat asszony várandós lesz, és terhessége előrehaladtával egyre kevésbé kívánja a hálószoba nyújtotta örömöket. Az Éjfél Előtti Tanítvány még az ágyát is kénytelen kivinni a közös hálószobájukból, és kínzó magányában azon töpreng, hogy hol és hogyan juthatna mégis testi örömökhöz. Új partnerének egy húsz év körüli fiatal asszonykát, bizonyos Illatos Felhőt (Hsziang-jün (Xiangyun) 香雲) nézi ki magának. Az idős férje által elhanyagolt szép hölgyet sikerül is elcsábítania, és vele titkos szerelmi viszonyt kezdve újabb gyönyöröket élhet át.

A 13. fejezetben Jámbor Csüan (Quan) megtudja, hogy feleségét, Jóillat asszonyt nem is Kun-lun (Kunlun) Vetélytársa csábította el, hanem az Éjfél Előtti Tanítvány. Dühében bosszút fogad, és felégetve maga után mindent új életet kezd. Álnéven az Éjfél Előtti Tanítvány közelébe akar férkőzni, hogy elcsábítsa majd annak elhagyott asszonykáját, Jádeillatot.

A 14. fejezetben Az Éjfél Előtti Tanítvány régóta epekedő első feleségéhez, Jádeillathoz kanyarodik vissza a történet, akit szomorúságával és kínzó vágyaival hagyott magára. Jádeillat számára a magány olyannyira elviselhetetlen, hogy egy alkalommal, még szolgálóját, Zsu-jit is kilesi, aki a sors fintoraként az Éjfél Előtti Tanítvány új feleségének, Jóillatnak az előző férjével, Jámbor Csüan (Quan)nal hancúrozik. Jádeillaton annyira elhatalmasodik az olthatatlan vágy, hogy elhatározza, mindenképpen megszerzi magának Jámbor Csüan (Quan)t, ezt a természetfeletti adottságokkal rendelkező férfiút. Jámbor Csüan (Quan)ban azonban még mindig gyűlölet él amiatt, hogy az Éjfél Előtti Tanítvány elszerette tőle feleségét, Jóillatot. Az ifjú rivális feleségének, Jádeillatnak az elcsábítása és megszerzése is bosszútervének része volt. Eközben az Éjfél Előtti Tanítvány az éjszakáit Illatos Felhő karjaiban tölti.

A 15. fejezetben már új célok lebegnek a szeme előtt. Régóta kinézett magának három csodálatos szépséget, akiket szeretett volna megkaparintani, és most szerencséjére Illatos Felhő révén hozzájuk is közelebb férkőzhet, hiszen a lányok Illatos Felhő unokahúgai. Illatos Felhő engedélyével és segédletével először a legidősebbikkel, Gyöngyszemmel teljesülhet a vágya.

A 16-19. fejezetben Éjfél Előtti Tanítvány vágyainak netovábbja teljesül, hiszen mind a három szépséges unokahúg nyújtotta örömöket élvezheti, mégpedig egyszerre. A későbbiekben Éjfél Előtti Tanítvány látómezejében felbukkan a lányok nénikéje, Csen (Chen) néni is, aki már ugyan már meglett asszonyság, ám az érett nőiesség szép példája. A szerző nem mulasztja, hogy, narrátorként ne ejtsen néhány szót a női szépség relatív megítéléséről, ezzel mintegy sugallva a főhős és Csen (Chen) asszony a között érlelődő viszonyt. Természetesen Éjfél Előtti Tanítvány rövidesen megtapasztalhatja az „életerős nő” nyújtotta szerelmet is. Csen (Chen) asszony sok fortélyra megtanítja az ifjú, a szerelem művészetében oly tehetséges legényt. Valóságos előadásokkal kápráztatja el az Éjfél Előtti Tanítványt.

A 20. fejezetben, a regény végén a történet drámai fordulatot vesz. Amikor az Éjfél Előtti Tanítvány hazatér, hűtlen felesége, Jádeillat félve férje haragjától, végez magával. A második felesége, Jóillat pedig megszökik egy idegen csábítóval. Az élet örömeibe belefáradt, csalódott hős kiábrándultságában a megtisztulást áhítja, ezért megtér a Magányos Csúcs remetéhez, egy merész elhatározással úgy dönt, hogy megszabadul az utolsó „kötelékétől” is, amely a porvilághoz köti, és levágja a vándordoktor által megerősített férfiúi büszkeségét. A hűtlen feleséggel, Jóillattal és a csábítójával a derék barát, Kun-lun (Kunlun) Vetélytársának kardja végez. E szörnyű, ám jogosnak ítélt tette után ő is csatlakozik az Éjfél Előtti Tanítványhoz, és a szentéletű remete vezetésével mindketten Buddha oltalmába ajánlják magukat.
|  | Itt a vége a cselekmény részletezésének! |

## Kritikája és hatása
A mintegy tíz évvel a Ming-dinasztia bukása előtt íródott regény igen gyorsan közkedveltté lett az írástudó körökben, de az azt követő mandzsu hatalmi berendezkedés, a Csing (Qing)-kor idején (1644-1911) indexre tették, betiltották, kiadását nem engedélyezték. Természetesen ekkoriban is léteztek a regény illegális kiadásai, de igazi sikert ekkoriban a kevésbé prűd Japánban aratott, ahol mind az eredeti, mind pedig a japán fordítását számos alkalommal jelentették meg a tilalmas évszázadok alatt is.
A 20. század elejének felvilágosult és nagy műveltségű írástudói természetesen számon tartották a regényt. Lu Hszün (Lu Xun) példának okáért a nagy hatású és alapvető irodalomtörténeti műnek számító könyvében, A kínai regény vázlatos történetében egy egész fejezetet szentel a kínai erotikus regény Ming-kori hullámának, s ebben a Szép asszonyok egy gazdag házban után az első helyre teszi, azzal egyenértékű műnek ítéli. De már az ekkoriban, Kínában keletkezett többi modern irodalomtörténeti írásban szemérmesen hallgatnak róla, így nem csoda, hogy a nyugati irodalomtörténészek figyelmét is elkerülte.
Franz Kuhn a kínai regények fáradhatatlan német fordítója 1943-ban halott először a regény létezéséről, de hiába kereste az egyébként jól ellátott berlini, párizsi, londoni stb. könyvtárakban, sehol nem bukkant a nyomára. Hosszas kereső munkája eredményeként csak 1956-ban jutott hozzá egy japán kiadásához, majd egy év múlva Hongkongból egy kínai kiadásra is szert tett. Franz Kuhn azonnal felismerte, hogy remekművel van dolga, és két év alatt el is készült a fordításával. A német nyelvű fordítás kiadására a zürichi Die Waage kiadó vállalkozott, de a kis példányszámban, merész illusztrációkkal megjelentett kiadványt azonnal botrányt váltott ki. 1959-ben, miután két kiadás, mintegy kétezer példánya elkelt, államügyészi határozattal a rendőrség elkobozta a még nem adott példányokat. A több szakértő bevonásával történt vizsgálat után a fordítót felmentették ugyan, de a kiadót elítélték. Az ügy az NSZK-ban is folytatódott, ugyanis ide is elkerültek példányai a német fordításnak. 1963-ban, Baden-Badenben kedvezőbb ítélet született, amelynek köszönhetően a Fischer Taschenbuch ismét kiadhatta a művet, igaz kevésbé botrányos illusztrációkkal. Ekkor kezdődött a regény európai karrierje. 1962-ben megjelent a francia fordítás, majd az angol fordítás is, melyeket Kuhn német fordításából készítettek.
Magyarul 1989-ben jelent meg az angol fordításból készült kiadás, melynek fordítója Kiss Imre volt, a szöveget pedig sinológiai szempontok alapján Miklós Pál gondozta.

## Fordításai
- Angol: Patrick Hanan, The Carnal Prayer Mat. University of Hawaii Press 1996 ISBN 0-8248-1798-2
- Angol: Richard Martin The Before Midnight Scholar. Andre Deutsch 1965
- Német: Franz Kuhn, Jou Pu Tuan: ein erotisch-moralischer Roman aus der Ming-Zeit mit 62 chinesische Holzschnitten
- Cseh: Oldřich Král, Rouputuan – Meditační rohožky z masa. Maxima 2011, ISBN 978-80-86921-06-8
- Finn: Aarno Peromies, Jou Pu Tuan: Tuulen ja Kuun Leikki. 1970
- Olasz: Anna Maria Greimel, Il tappeto da preghiera di carne. 1973
- Magyar: Kiss Imre, A szerelem imaszőnyege. Erotikus regény a Ming-korból. Medicina Könyvkiadó Vállalat, Budapest, 1989

## Feldolgozásai
A szerelem imaszőnyege témájánál fogva is csak korlátozottan alkalmas bármiféle adaptációra. Ennek ellenére két filmes feldolgozás is készült a regény alapján. A történet először 1991-ben jelent meg a filmvásznon, Jü pu-tuan cse tou-csing pao-csien (Yu putuan zhi touqing baojian) 玉蒲團之偷情寶鑑 (eredeti), illetve Sex and Zen (angol) címen. A hongkongi Golden Harvest produkció rendezője Michael Mak 麥國風 / 麦国风 (1955- ), volt a főszerepeket pedig Lawrence Ng 吳啟華 / 吴启华 (1964- ) és Amy Yip 葉子楣 / 叶子楣 (1965- ) játszották. A második filmes feldolgozás4 2011-ben mutatták be 3D zsou pu tuan cse csi lö pao-csien (3D rouputuan zhi ji le baojian) 3D肉蒲團之極樂寶鑑 (eredeti), illetve 3D Sex and Zen: Extreme Ecstasy (angol) címen. A hongkongi One Dollar Production, Ltd. stúdió, 3,5 millió USA dollárból elkészített, 110 perces moziját Christopher Suen 孫立基 rendezte, a főszerepeket pedig Hayama Go 葉山豪 (1975- ), Lan Yan 蓝燕 (1986- ) és Saori Hara 原紗央莉 (1988- ) játszották.

### Magyarul
- ↑ Li 1989:  Li Jü: A szerelem imaszőnyege. Erotikus regény a Ming-korból; angolból ford. Kiss Imre, jegyz., utószó Mi Po; Medicina, Bp., 1989
- ↑ Miklós 1982/1996:  Miklós Pál: „A szerelem művészete keleten”. Világosság, 1982. december (és Tus és Ecset. Liget könyvek, Budapest 1996, 57-67. o.)
- ↑ Miklós 1996a:  Miklós Pál: A taoista „Káma-szútra”. Helikon, 1974/2. vagy Tus és Ecset. Liget könyvek , Budapest 1996, 69-83. o.
- ↑ Miklós 1996b:  Miklós Pál: „A szerelem imaszőnyege”. Tus és Ecset. Liget könyvek, Budapest 1996, 85-97. o.
- ↑ Tokaji 2008:  Tokaji Zsolt: A kínai Káma-szútra. A klasszikus kínai erotikus és pornográf irodalom története. Lunarimpex Kiadó, Budapest, Fót 2008. ISBN 978-963-9219-72-4

### Idegen nyelven
- ↑ Gulik 1961:  Robert van Gulik: Sexual Life in Ancient China – A Preliminary Survey of Chinese Sex and Society from ca. 1500 * B.C. till 1644 A.D. – E.J. Brill, Leiden 1961.
- ↑ Gulik 1990:  Kao Luo-pei (Gao Luopei) 高罗佩 (Robert van Gulik): Csung-kuo ku-taj fang-nej kao (Zhonggou gudai fangnei kao) 中国古代房内考 . Sanghaj Zsen-min Csu-pan-sö (Shanghai Renmin Chubanshe) 上海人民出版社, Sanghaj (Shanghai) 上海 1990. ISBN 7-208-00642-3
- ↑ Huang 2001:  Martin W. Huang: Desire and Fictional Narrative in Late Imperial China. Harvard East Asian monographs 202. Harvard University Asia Center: Distributed by Harvard University Press, Cambridge, Mass. 2001. ISBN 0674005139
- ↑ Liu 1993:  Liu Ta-lin (Liu Dalin) 刘达临: Csung-kuo ku-taj hszing-ven-hua (Zhongguo gudai xingwenhua) 中国古代性文化 („A régi Kína szexualitásának kultúrája”). Ning-hszia zsen-min csu-pan-sö (Ningxia Renmin Chubanshe) 宁夏人民出版社, Ningszia (Ningxia) 宁夏 1993. ISBN 7227009351
- ↑ Lu 1982:  Lu Hsun: A Brief History of Chinese Fiction. Peking, Foreign Languages Press, 1982.
- ↑ Ma-Huang 1992:  Ma Csi-kao (Ma Jigao) 马积高 – Huang Csün (Huang Jun) 黄钧: Csung-kuo ku-taj ven-hszüe-si (Zhongguo gudai wenxueshi) 中国古代文学史 (A klasszikus kínai irodalom története) I-III. Hunan Ven-ji Csu-pan-sö (Hunan Wenyi Chubanshe) 湖南文艺出版社, 1992. ISBN 7-5404-0917-7